# Aloe brandhamii
Aloe brandhamii är en grästrädsväxtart som beskrevs av Susan Carter. Aloe brandhamii ingår i släktet Aloe och familjen grästrädsväxter. IUCN kategoriserar arten globalt som starkt hotad. Inga underarter finns listade i Catalogue of Life.